# Goudhaantjes (vogels)
Goudhaantjes (Regulus) zijn een geslacht uit de familie Regulidae en de orde van zangvogels. Het geslacht telt vijf soorten. De in Noord-Amerika broedende roodkroonhaan (Corthylio calendula) wordt vaak nog als een soort uit dit geslacht beschouwd als Regulus calendula.

## Leefwijze
Het zijn kleine beweeglijke vogeltjes die tussen de bladeren jacht maken op insecten. In de winter sluiten ze zich soms aan bij troepjes mezen.

## Verspreiding en leefgebied
Alleen de Amerikaanse goudhaan komt voor in Noord-Amerika. Het vuurgoudhaantje en het gewone goudhaantje en komen voor in Europa met een variëteit op de Canarische Eilanden en een aparte soort madeiragoudhaan op Madeira en één soort in Azië, de taiwangoudhaan.

## Soorten van deLage Landen

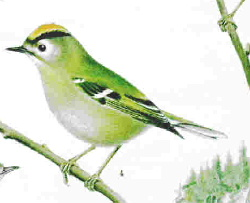
Goudhaantje
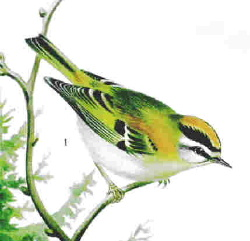
Vuurgoudhaantje

## Soorten
- Regulus goodfellowi  – Taiwangoudhaan
- Regulus ignicapilla  – Vuurgoudhaan
- Regulus madeirensis  – Madeiragoudhaan
- Regulus regulus  – Goudhaan
- Regulus satrapa  – Amerikaanse goudhaan

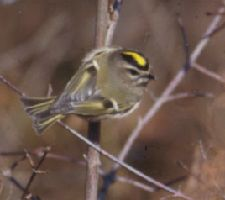
Amerikaanse goudhaan (Regulus satrapa)
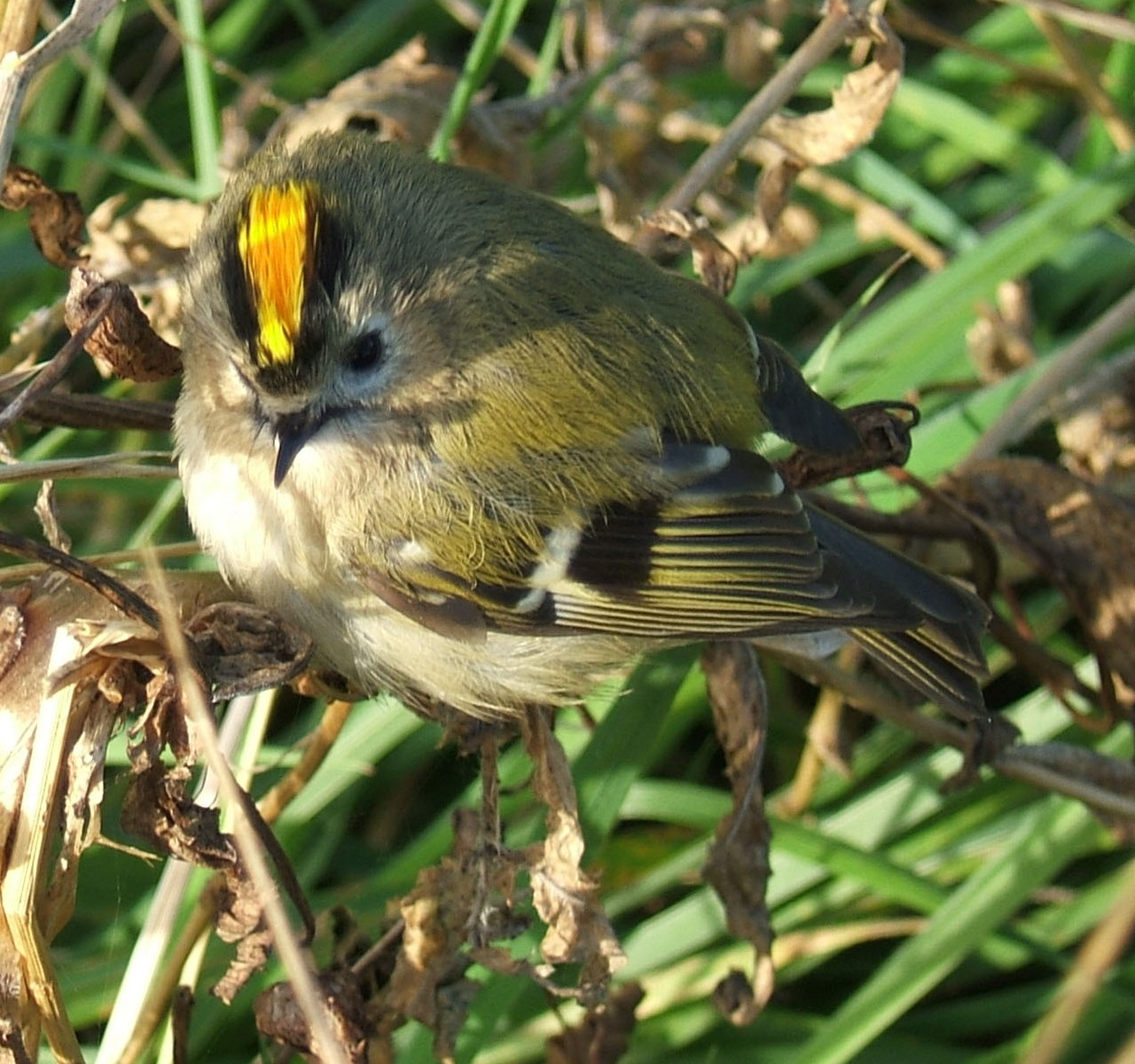
Goudhaantje, mannetje (Regulus regulus)
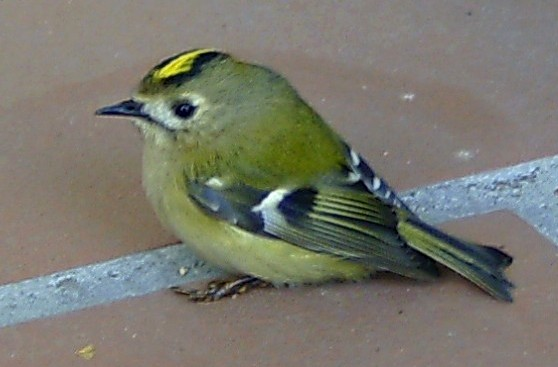
Goudhaantje, vrouwtje
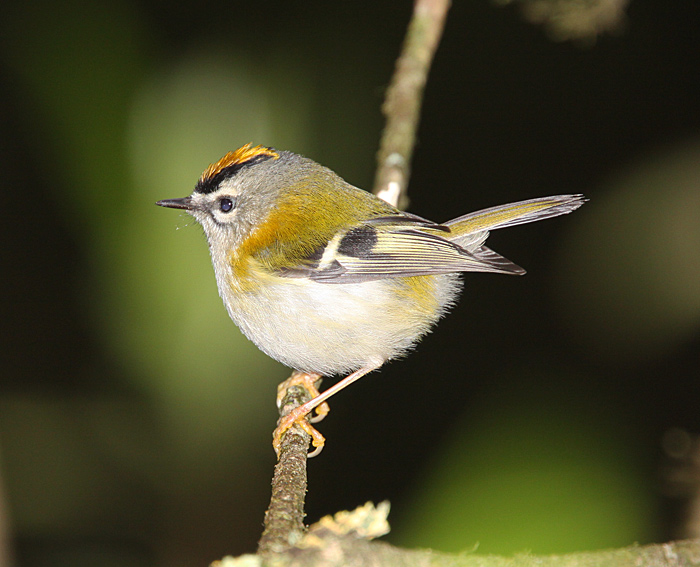
Madeiragoudhaantje
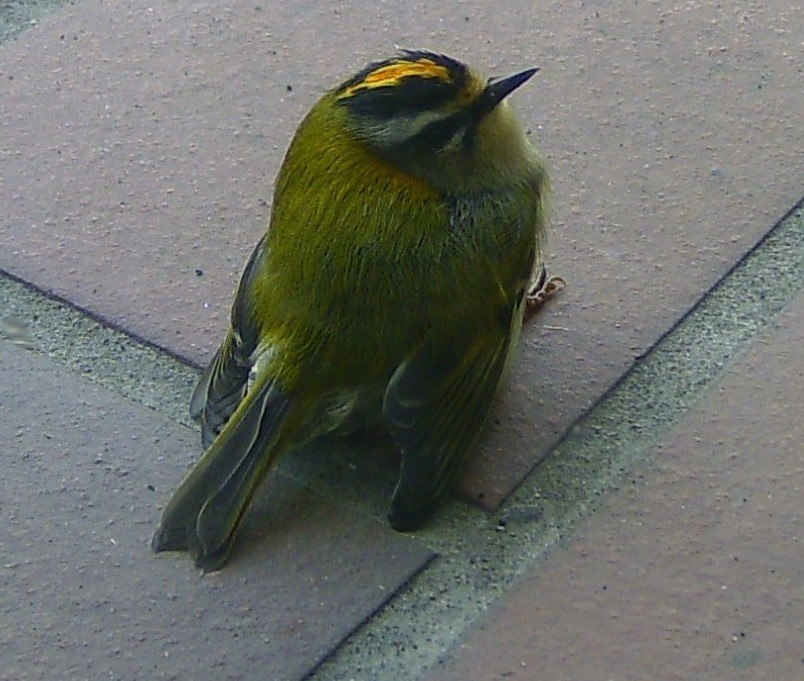
Vuurgoudhaantje (Regulus ignicapillus)